# Crasnîi Vinogradari
Crasnîi Vinogradari (moldavskou cyrilicí Красный Виноградарь, rusky Красный Виноградарь Krasnyj Vinogradar, ukrajinsky Красний Виноградар Krasnyj Vynogradar) je vinařská obec v levobřežním Moldavsku, součást Dubossarského rajonu mezinárodně neuznané Podněsterské moldavské republiky. Místní selsovět (obecní rada) spravuje osady Afanasjevka, Kalinovka, Novaja Lunga a Novaja Alexandrovka. Žije zde 1 135 obyvatel ruské, moldavské a ukrajinské národnosti. V obci se nachází základní škola vyučující v ruském i moldavském jazyce.

## Historie
Crasnîi Vinogradari založili roku 1927 němečtí kolonisté, kteří zde vysázeli první vinohrady. Obyvatelé německé národnosti během druhé světové války zvětšiny uprchli, po jejím skončení přišli noví obyvatelé, především Rusové, Ukrajinci a Moldavané. Všechny osady, které pod Crasnîi Vinogradari spadají, vznikly ve 20. letech 20. století v důsledku sovětské politiky rozdávání půdy bezzemkům. Na rozdíl od Crasnîi Vinogradari je založili osadníci ruské a ukrajinské národnosti.